# Sphagnum multifibrosum
Sphagnum multifibrosum är en bladmossart som beskrevs av Li Xing-jiang och Zang Mu in Li Xing-jiang 1984. Sphagnum multifibrosum ingår i släktet vitmossor, och familjen Sphagnaceae. Inga underarter finns listade i Catalogue of Life.